# Conow (Feldberger Seenlandschaft)
Conow ist ein Ortsteil der Gemeinde Feldberger Seenlandschaft im Südosten des Landkreises Mecklenburgische Seenplatte in Mecklenburg-Vorpommern.

## Namensgebung
Conow Amt Feldberg wurde im Jahr 1393 Cunowe genannt. Der Name ist zusammengesetzt aus altslavisch kona vollenden oder altslavisch konỉ Pferd oder altslavisch kuna Marder, Ort des Kona oder Pferdeort oder Marderort.

## Geschichte
Im Jahr 1845 befand sich dort ein Hof mit einer Mühle und Schmiede. Dazu fanden sich 5 Häuser mit insgesamt 145 Einwohnern. Die Gemeinde gehörte zur Pfarre Carwiß.

## Geografie und Verkehrsanbindung
Conow liegt südöstlich der Stadt Feldberg an der Landesstraße L 342. Unweit des Ortes liegen mehrere Seen: östlich der im Landkreis Uckermark gelegene 31,7 ha Große und der Kleine Karpfensee, südöstlich der 5,6 ha große Bibelsee, südwestlich der 395 ha große Carwitzer See und nordwestlich der 166 ha große Zansen. Südlich des Ortes erstreckt sich das 54 ha große Naturschutzgebiet Conower Werder, unweit östlich verläuft die Landesgrenze zu Brandenburg.

## Sehenswürdigkeiten

### Baudenkmale
In der Liste der Baudenkmale in Feldberger Seenlandschaft sind für Conow zwei Baudenkmale aufgeführt, darunter 
- die Dorfkirche Conow, ein Backsteinbau

## Persönlichkeiten

### Mit dem Ort verbundene Persönlichkeiten
- Friedrich Wilhelm Buttel (1796–1869), Architekt der Dorfkirche Conow